# Nanny Westerlund
Nanny Westerlund (29 de abril de 1895 - 10 de febrero de 1989) fue una actriz finlandesa.

## Biografía
Su nombre completo era Nanny Rosalie Westerlund, y nació en Kimito, Finlandia, siendo la menor de nueve hermanos. En 1900 la familia se mudó a Lappvik, localidad en la cual se crio. Siendo niña actuaba en representaciones teatrales escolares. Entre 1907 y 1910 estudió en Hanko, formándose después en la escuela del Teatro Sueco de Helsinki en 1910–1912. Finalizados los estudios, siguió relacionada con el Teatro Sueco a lo largo de 70 años, prolongándose su carrera como actriz por un total de 78. Su debut sobre los escenarios se produjo a los quince años en la pieza de Alexander Slotte Den stora islossningen. En sus primeros diez años de trabajo en el Teatro Sueco interpretó un total de 75 papeles, con un repertorio que abarcaba desde papeles líricos hasta papeles dramáticos.
Westerlund debutó en el cine en 1917 con la película de Konrad Tallroth Vem sköt?, trabajando en ocho producciones.
Westerlund se casó con Jarl Serlachius en 1918, y tuvo una hija en 1923. La pareja vivió en Oulunkylä.
Además de su carrera como actriz, ella también trabajó como directora (en el Teatro de Drottningholm, en Estocolmo), escritora y dramaturga, presidiendo además el Kammarteatern de Helsinki y dando clases en la Escuela Teatral de Helsinki.
Nanny Westerlund falleció en Oulunkylä, Helsinki (Finlandia),
en el año 1989.

## Premios
- 1955 : Medalla Pro Finlandia
- 1978 : Premios Jussi a la mejor actriz por su trabajo en En okänd vän

## Filmografía
- 1988 : Tjurens år (TV)
- 1987 : Den förtrollade vägen (TV)
- 1984 : Angelas krig
- 1978 : Det tredje offret
- 1967 : Nog minns vi dig (TV)
- 1962 : Staden (TV)
- 1929 : Högsta vinsten
- 1917 : Vem sköt?

## Teatro
- 1979 : Arsénico y encaje antiguo
- 1916 : El pato silvestre
- Das Dreimäderlhaus
- Violinkungen
- The Beggar's Opera
- Världens vackraste ögon
- Madame Sans-Gêne